# Scytinopogon pallescens
Scytinopogon pallescens är en svampart som först beskrevs av Giacopo Bresàdola, och fick sitt nu gällande namn av Rolf Singer 1945. Scytinopogon pallescens ingår i släktet Scytinopogon och familjen fingersvampar
.   Inga underarter finns listade i Catalogue of Life.